# Geurkaars
Een geurkaars is een kaars waarin een geurtje is verwerkt.

## Methode
Na het tonken (dompelen) van een kaars wordt er een geurpilletje in de grote ton gelegd waar vloeibare was in zit, dit zakt langzaam naar de bodem en smelt. Daardoor verspreidt de geur zich en komt in aanraking met de was, de kaars wordt dan nog een keer getonkt en als de was eenmaal is gestold blijft de geur erin zitten en is het resultaat een geurkaars.
Er zijn vele soorten geuren die bruikbaar zijn bij het bereiden van kaarsen. De meest gebruikte zijn citronella, dennen, appel, rozen en mirre.
Geurpillen zijn verkrijgbaar in hobbyzaken. Een natuurlijke was waar geur in zit is de bijenwas.